# La isla mínima
La isla mínima es una película española de 2014 de género policíaco, acción, dirigida por Alberto Rodríguez. Obtuvo 10 Premios Goya de 17 nominaciones en 2015. Entre ellos el Goya a la mejor película.

## La película
Este largometraje se presentó en la Sección Oficial de la 62 edición del Festival Internacional de Cine de San Sebastián, en septiembre de 2014, donde recibió como galardón la Concha de Plata al mejor actor para Javier Gutiérrez y el premio del jurado a la mejor fotografía para Álex Catalán. Fue la gran triunfadora de la XXIX edición de los Premios Goya, en la que obtuvo 10 galardones, incluido el correspondiente a la mejor película.
Los actores principales que interpretan a la pareja de policías que investiga el caso son Raúl Arévalo y Javier Gutiérrez, que junto al ambiente en el que se mueven los personajes, ha hecho que algunos hayan visto un aire de la serie de televisión norteamericana True Detective.
La película ha sido calificada como un asfixiante «thriller» policíaco con una sutil subtrama sociopolítica, siendo considerada por la crítica como una de las mejores películas españolas del año. El director, Alberto Rodríguez, ha manifestado que la primera inspiración sobre el escenario de la película fue una exposición del fotógrafo Atín Aya sobre las marismas del Guadalquivir y considera que el resultado obtenido es el producto de haber metido en una batidora lo que ha visto y leído en los últimos 30 o 40 años de cine y novela negra, desde directores como Pilar Miró a Ladislao Vajda y películas como El cebo o Conspiración de silencio.

## Sinopsis
Año 1980. En un pequeño pueblo andaluz de las marismas del Guadalquivir desaparecen dos chicas. Para resolver el caso envían desde Madrid a dos detectives de homicidios. El esquema de La isla mínima es un clásico del cine policíaco en el que una pareja de inspectores contrapuestos en su forma de actuar y pensar se enfrenta a un asesino múltiple. La investigación revelará una red compleja de silencios y encubrimientos.

## Reparto
- Raúl Arévalo es Pedro Suárez.
- Javier Gutiérrez es Juan Robles.
- Antonio de la Torre es Rodrigo.
- Nerea Barros es Rocío.
- Jesús Castro es Joaquín Varela "Quini".
- Mercedes León es Señora Casa Coto.
- Adelfa Calvo es Fernanda
- Manolo Solo es el periodista.
- Cecilia Villanueva es María.
- Salva Reina es Jesús.
- Jesús Carroza es Miguel.
- Jesús Ortiz es Andrés.
- Juan Carlos Villanueva es el juez Andrade.
- Alberto González es Alfonso Corrales.
- Manuel Salas es Sebastián Rovira Gálvez.
- Ana Tomeno es Marina.
- Beatriz Cotobal es la madre de Marina.
- Marga Reyes Castellot es Macarena.

## Palmarés cinematográfico
XXIX edición de los Premios Goya
| Categoría                     | Persona                                               | Resultado |
| ----------------------------- | ----------------------------------------------------- | --------- |
| Mejor película                | Mejor película                                        | Ganadora  |
| Mejor director                | Alberto Rodríguez                                     | Ganador   |
| Mejor actor protagonista      | Javier Gutiérrez                                      | Ganador   |
| Mejor actor protagonista      | Raúl Arévalo                                          | Nominado  |
| Mejor actriz de reparto       | Mercedes León                                         | Nominada  |
| Mejor actor de reparto        | Antonio de la Torre                                   | Nominado  |
| Mejor actriz revelación       | Nerea Barros                                          | Ganadora  |
| Mejor guion original          | Rafael Cobos Alberto Rodríguez                        | Ganadores |
| Mejor música original         | Julio de la Rosa                                      | Ganador   |
| Mejor fotografía              | Alex Catalán                                          | Ganador   |
| Mejor montaje                 | José M. G. Moyano                                     | Ganador   |
| Mejor dirección artística     | Pepe Domínguez del Olmo                               | Ganador   |
| Mejor dirección de producción | Manuela Ocón                                          | Nominada  |
| Mejor diseño de vestuario     | Fernando García                                       | Ganador   |
| Mejor maquillaje y peluquería | Yolanda Piña Sylvie Imbert                            | Nominadas |
| Mejor sonido                  | Daniel de Zayas Nacho Royo-Villanova Pelayo Gutiérrez | Nominados |
| Mejores efectos especiales    | Pedro Moreno Juan Ventura Pecellín                    | Nominados |

70.ª edición de las Medallas del Círculo de Escritores Cinematográficos
| Categoría              | Persona                        | Resultado |
| ---------------------- | ------------------------------ | --------- |
| Mejor película         | Mejor película                 | Ganadora  |
| Mejor director         | Alberto Rodríguez              | Ganador   |
| Mejor actor            | Javier Gutiérrez               | Ganador   |
| Mejor actor            | Raúl Arévalo                   | Nominado  |
| Mejor actor secundario | Antonio de la Torre            | Nominado  |
| Actriz revelación      | Nerea Barros                   | Ganadora  |
| Mejor guion original   | Rafael Cobos Alberto Rodríguez | Ganadores |
| Mejor música           | Julio de la Rosa               | Ganador   |
| Mejor fotografía       | Alex Catalán                   | Ganador   |
| Mejor montaje          | José M. G. Moyano              | Ganador   |

59 edición de los Premios Sant Jordi
| Categoría                        | Persona          | Resultado |
| -------------------------------- | ---------------- | --------- |
| Mejor actor en película española | Javier Gutiérrez | Ganador   |
| Mejor actor en película española | Raúl Arévalo     | Ganador   |

XX edición de los Premios Forqué
| Categoría      | Persona          | Resultado |
| -------------- | ---------------- | --------- |
| Mejor película | Mejor película   | Ganadora  |
| Mejor actor    | Javier Gutiérrez | Ganador   |
| Mejor actor    | Raúl Arévalo     | Nominado  |

II edición de los Premios Platino
| Año  | Categoría                                | Candidato                                               | Resultado |
| ---- | ---------------------------------------- | ------------------------------------------------------- | --------- |
| 2014 | Mejor Película Iberoamericana de Ficción |                                                         | Nominada  |
| 2014 | Mejor Dirección                          | Alberto Rodríguez Librero                               | Nominado  |
| 2014 | Mejor Interpretación Masculina           | Javier Gutiérrez Álvarez                                | Nominado  |
| 2014 | Mejor Guion                              | Rafael Cobos, Alberto Rodríguez Librero                 | Nominados |
| 2014 | Mejor Música Original                    | Julio de la Rosa                                        | Nominado  |
| 2014 | Mejor Dirección de Montaje               | José M. G. Moyano                                       | Nominado  |
| 2014 | Mejor Dirección de Arte                  | Pepe Domínguez del Olmo                                 | Nominado  |
| 2014 | Mejor Dirección de Fotografía            | Álex Catalán                                            | Ganador   |
| 2014 | Mejor Dirección de Sonido                | Daniel de Zayas, Pelayo Gutiérrez, Nacho Royo-Villanova | Nominados |

62.ª edición del Festival de San Sebastián
| Categoría                               | Persona          | Resultado |
| --------------------------------------- | ---------------- | --------- |
| Concha de Plata al mejor actor          | Javier Gutiérrez | Ganador   |
| Premio del Jurado a la mejor fotografía | Álex Catalán     | Ganador   |

Otros premios
- 5 Premios Feroz: a la mejor película (drama), a la mejor dirección para Alberto Rodríguez, al mejor actor protagonista para Javier Gutiérrez, a la mejor música original para Julio de la Rosa y al mejor tráiler.[16]

- Premio del público en la 28ª gala de la Academia del Cine Europeo, celebrada en 2015 en Berlín.[17][18]

## Ruta turística
Con ocasión del éxito de la película, en la que destacan sus paisajes, la Diputación de Sevilla, junto con la Andalucía Film Comission (AFC) y la Junta de Andalucía crearon una ruta turística que recorre los escenarios del rodaje y que comprende distintas localizaciones como La Puebla del Río, Isla Mayor, Isla Menor, Finca Veta la Palma, Vetaherrado, el Poblado Cotemsa, Playa de los Morenos y el Brazo de los Jerónimos y la Isla Mínima.